# Thượng tướng Thiết giáp
Thượng tướng Thiết giáp (tiếng Đức: General der Panzertruppe) là một cấp bậc tướng lĩnh trong quân đội Đức Quốc xã.
Cấp bậc này lần đầu tiên được Wehrmacht giới thiệu vào năm 1935. Đây là cấp bậc cao nhất trong binh chủng thiết giáp (Panzertruppen) trong quân đội Đức Quốc xã. Ban đầu, cấp bậc này chỉ phong cho Tổng chỉ huy lực lượng thiết giáp và Tổng thanh tra thiết giáp và cơ giới Lục quân. Về sau, cấp bậc này được phong cho cả một số tướng lĩnh cao cấp chỉ huy các quân đoàn hoặc tập đoàn quân thiết giáp.
Cấp bậc Thượng tướng Thiết giáp được xếp vào nhóm cấp bậc Thượng tướng binh chủng (General der Truppengattung), trên cấp bậc Trung tướng (Generalleutnant) và dưới cấp Đại tướng (Generaloberst).
Sau sự sụp đổ của Đức Quốc xã, cấp bậc này bị bãi bỏ.
Không nên nhầm lẫn cấp bậc này với chức vụ Chỉ huy trưởng Thiết giáp (tiếng Đức: General der Panzertruppen) trong quân đội Liên bang Đức (Bundeswehr) sau này, là chỉ huy của Trung tâm huấn luyện thiết giáp (Ausbildungszentrum Panzertruppen), thông thường do một Đại tá đảm nhiệm, đôi khi là một Chuẩn tướng.
Trong Quân đội Liên Xô cũng có một cấp bậc gần tương đương là Nguyên soái Thiết giáp (маршал танковых войск), được xem là tương đương cấp bậc Đại tướng (генерал армии). Ngoài ra còn có cấp bậc Nguyên soái Tư lệnh Thiết giáp (гавный маршал танковых войск) xếp trên cấp bậc Nguyên soái Thiết giáp.